# Oberea semiorbifera
Oberea semiorbifera är en skalbaggsart som först beskrevs av Aurivillius 1914.  Oberea semiorbifera ingår i släktet Oberea och familjen långhorningar.
Artens utbredningsområde är Zimbabwe. Inga underarter finns listade i Catalogue of Life.